# Gaffes à gogo
Gaffes à gogo est l'album no 5 dans la série de Gaston Lagaffe actuelle. Il paraît à l'origine en tome 3 en 1964 en petit format aux éditions Dupuis.

## Présentation de l'album
Il parait en 1964 aux éditions Dupuis. En format à l'italienne, la couverture est cartonnée. Il est le troisième de la série, après les albums Gaston et Gala de gaffes.
Le suspense créé dans le tome précédent est rapidement dévoilé : il s'agit d'une vache laitière que Gaston a gagné à la tombola, malheureusement pour lui M. Dupuis tombera nez à nez avec la vache et mettra Gaston à la porte. Après une campagne de Fantasio et 7 000 lettres de soutien envoyées à l'éditeur, Gaston est réembauché. M. De Mesmaeker est enfin baptisé après que Gaston lui a donné le surnom « le gros qui vient toujours signer des contrats ». Au détour d'une case on voit un agent de police habillé avec l'uniforme français. S'il n'est pas encore baptisé, il ressemble fort au futur Longtarin. C'est aussi au détour d'une case qu'apparaissent pour la première fois deux personnages de la rédaction qui joueront plus tard un rôle important : Prunelle et Lebrac. M. Boulier apparaît pour la première fois aussi et il ne cache pas son rejet de l'anticonformisme.

## Rééditions
En février 2007 à l'occasion des 50 ans de Gaston Lagaffe, le journal belge Le Soir réédite les 5 albums en petits formats vendus comme suppléments avec le journal. Le no 3 est vendu avec l'édition du 23 février 2007.

## Source
Franquin : Chronologie d’une œuvre, pp. 93-95